# Potamotrygon wallacei
Potamotrygon wallacei es una especie del género de peces de agua dulce Potamotrygon, de la familia de los potamotrigónidos, cuyos integrantes son denominadas comúnmente rayas de río o chuchos de río. Habita en ambientes acuáticos cálidos de la cuenca del Amazonas, en el norte de Sudamérica. 

## Taxonomía
Esta especie fue descrita originalmente en el año 2016 por los ictiólogos Marcelo Rodrigues de Carvalho, Ricardo S. Rosa y Maria Lúcia G. de Araújo.
A pesar de haber sido ser citada o dibujada numerosas veces en la literatura científica y que a partir del siglo XIX en adelante numerosos ejemplares se han exportado para abastecer al mercado de peces de acuario, siempre fue erróneamente identificada, por lo que llegó hasta el año 2016 careciendo de un nombre científico específico.
Etimología
Etimológicamente, el nombre genérico Potamotrygon viene del griego, donde potamos significa 'río', y trygon que significa 'raya picadora'.

## Distribución y hábitat
Se distribuye en el norte de América del Sur, en la cuenca del río Negro, un curso fluvial de aguas negras, que nace en el sudeste de Colombia, transcurriendo el curso medio e inferior en Brasil (siendo endémica de ese país), desembocando en la margen izquierda del río Amazonas.

## Características

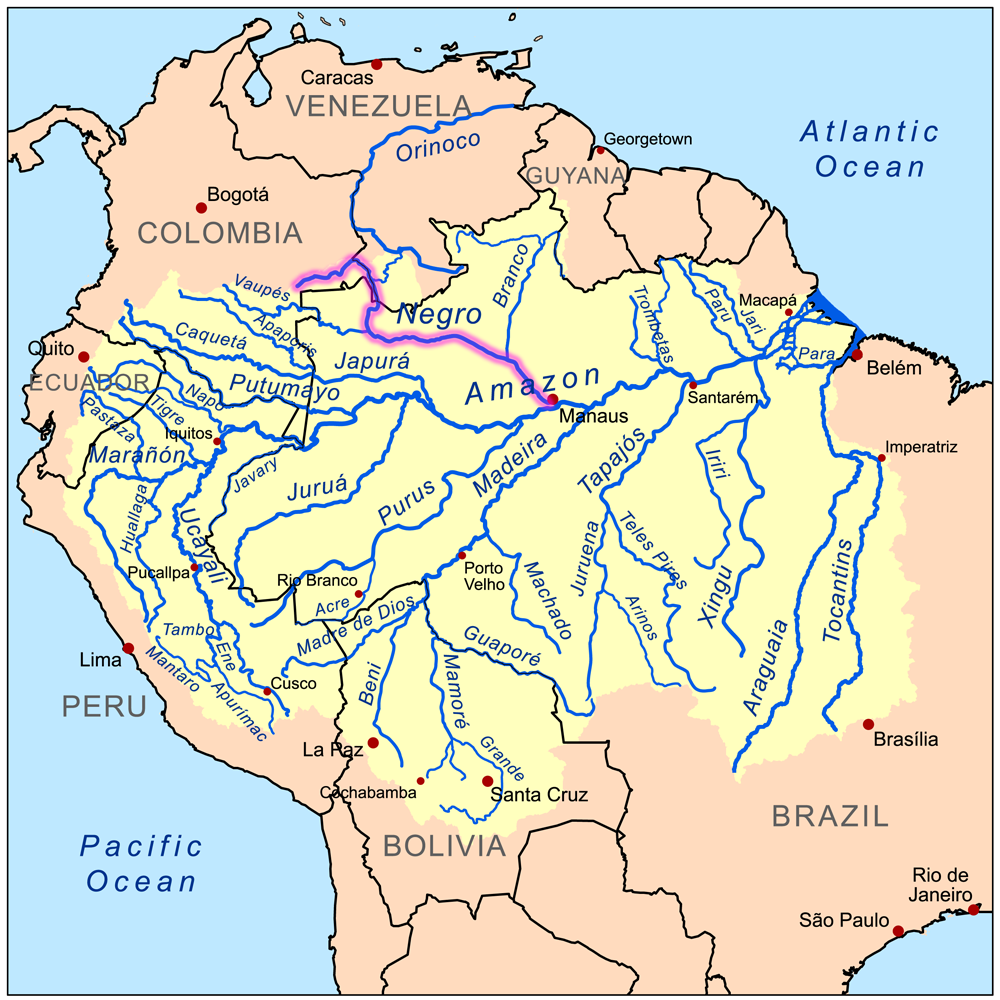
Este pez es endémico del sector brasileño de la cuenca del río Negro, perteneciente a la cuenca del Amazonas.

Potamotrygon wallacei es la especie del género de Potamotrygon de menor tamaño, midiendo el mayor ejemplar 310 mm. Es similar a P. orbignyi y a otras especies "reticuladas" en el hecho de tener un solo cartílago angular (en posición anterior) y en el patrón de coloración de la cola, pero se distingue fácilmente sobre la base de su tamaño, algunos detalles específicos del patrón general de coloración y la disposición de la espina dorsal de la cola.

## Costumbres
Sus costumbres son aplicables a los demás miembros de su género, los que habitan en el fondo limoso o arenoso de los ríos y arroyos, pasando fácilmente desapercibidos gracias a su coloración críptica.
Como método de defensa, estos peces están provistos de una fina y punzante espina situada sobre el dorso de la cola; cuando algún bañista accidentalmente los pisa, la raya arquea el cuerpo y su cola, para inmediatamente clavarle profundamente su aguijón en algún músculo de la pierna del desafortunado, lo que le producirá una herida ulcerante, de rebelde de curación.  